# 荃景花園

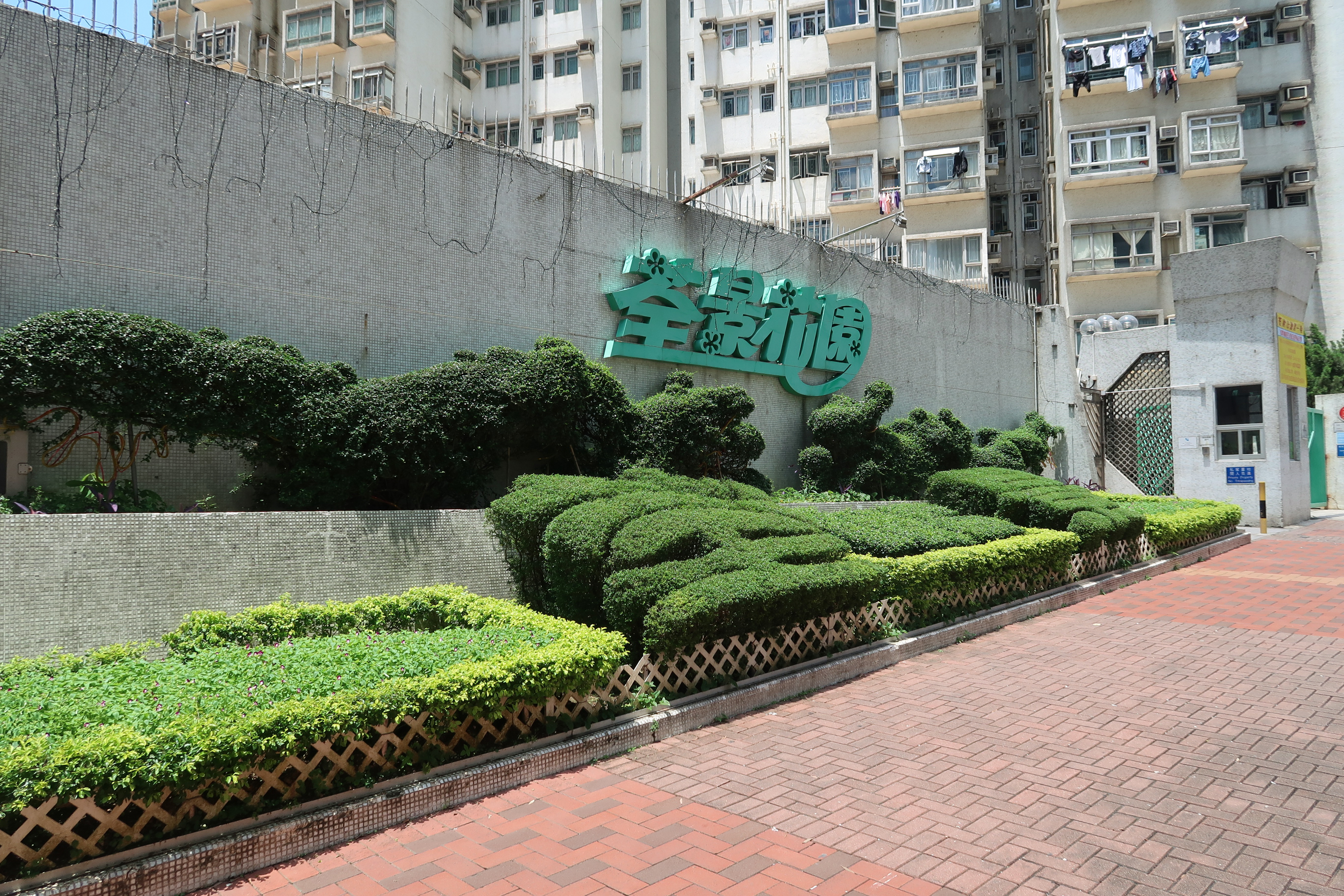
荃景花園入口

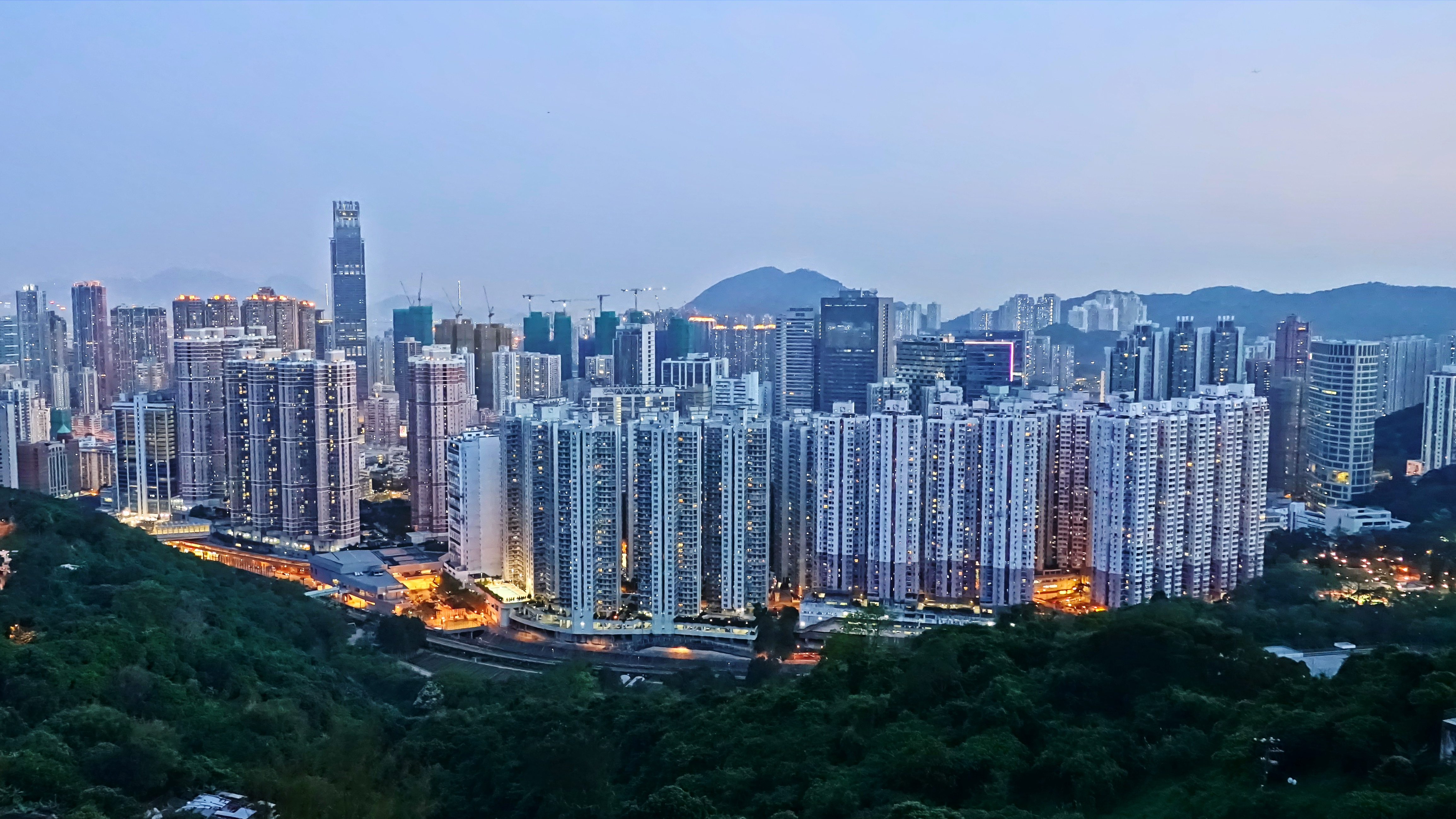
傍晚的荃景花園

荃景花園（英語：Tsuen King Garden），位於香港新界荃灣荃景圍，由新鴻基地產發展，已成立業主立案法團的第1期已交由泓健物業管理負責管理，尚未成立法團的第2期則由新鴻基地產旗下的啟勝管理服務負責。屋苑共有12座住宅樓宇，提供 3,024個住宅單位，於1987年一1988年間建築完成及入伙。屋苑前身是南華鐵工廠和相關設施。

## 屋苑資料
- 住宅座數：12座
- 各座所屬期數：
  - 第 1 期：1-7 座
  - 第 2 期：8-12 座
- 入伙年份：
  - 第 1 期：1987年
  - 第 2 期：1988年
- 單位總數：3,024 個

### 樓宇
| 樓宇名稱（座號） | 樓宇層數 | 落成年份 | 期數 | 提供升降機的廠商                         |
| ---------------- | -------- | -------- | ---- | ---------------------------------------- |
| 第1座            | 34       | 1987年   | 1    | 富士達 （載重量為750公斤，載客量為10人） |
| 第2座            | 34       | 1987年   | 1    | 富士達 （載重量為750公斤，載客量為10人） |
| 第3座            | 34       | 1987年   | 1    | 富士達 （載重量為750公斤，載客量為10人） |
| 第4座            | 34       | 1987年   | 1    | 富士達 （載重量為750公斤，載客量為10人） |
| 第5座            | 34       | 1987年   | 1    | 富士達 （載重量為750公斤，載客量為10人） |
| 第6座            | 32       | 1987年   | 1    | 富士達 （載重量為750公斤，載客量為10人） |
| 第7座            | 32       | 1987年   | 1    | 富士達 （載重量為750公斤，載客量為10人） |
| 第8座            | 34       | 1988年   | 2    | LG （載重量為750公斤，載客量為10人）     |
| 第9座            | 34       | 1988年   | 2    | LG （載重量為750公斤，載客量為10人）     |
| 第10座           | 34       | 1988年   | 2    | LG （載重量為750公斤，載客量為10人）     |
| 第11座           | 34       | 1988年   | 2    | LG （載重量為750公斤，載客量為10人）     |
| 第12座           | 34       | 1988年   | 2    | LG （載重量為750公斤，載客量為10人）     |

## 屋苑特點
- 四周依山而建於山腰，鄰近下花山，部份單位能俯瞰荃灣市區及鄰近海域藍巴勒海峽。
- 在荃灣中心及愉景新城購物商場之間。
- 可步行約15一20分鐘前往荃灣市中心和港鐵荃灣站。
- 設有各種私人康樂設施，在同樓齡之屋苑上比較罕見。
- 2019-2020年間，第 1 期原有的管理公司已被撤換。
- 附近計劃興建荃景圍站 (香港)

## 屋苑設施
| 第一期 - 停車場 - 私人平台花園 - 游泳池1個 - 網球場 - 健身室1個 - 滾軸溜冰場 | 第二期 - 停車場 - 私人平台花園 - 游泳池1個 - 自修室1個 - 乒乓球/壁球場 |

## 政府或公用物業
- 香港青年協會荃景青年空間
- 樂善堂尹立強敬老康樂中心
- 心怡天地國際幼兒園

## 區內住宅屋苑
| - 愉景新城 - 荃威花園 - 荃灣中心 - 荃德花園 | - 家興大廈 - 翠豐臺 - 千里臺 - 錦豐園 |

## 區內學校
- 小學
  - 柴灣角天主教小學
  - 中華基督教會基慧小學
- 中學
  - 保良局李城璧中學
  - 仁濟醫院林百欣中學
  - 紡織學會美國商會胡漢輝中學

## 外部連結
- 中原地圖：荃景花園
- 荃葵青交通總站巡禮 - 荃景圍 (1)
- 荃葵青交通總站巡禮 - 荃景圍 (2)